# Can Ferrandis (Fornells de la Selva)
Can Ferrandis és una obra de Fornells de la Selva (Gironès) inclosa a l'Inventari del Patrimoni Arquitectònic de Catalunya.

## Descripció
És un edifici civil de forma basilical de dimensions mitjanes i arrebossada de blanc. Al cos central hi ha un portal rectangular de pedra treballada i la llinda datada de 1791. Damunt hi ha un balcó, també de forma rectangular i amb ferro forjat i al seu damunt un rellotge de sol. D'altres obertures com finestres i un altre balcó són també de pedra treballada. Al costat esquerre hi ha altres dependències.
Fou construïda al llarg del segle xviii així en una finestra hi trobem la data de 1700 i en la llinda del portal la de 1791.